# 韋謝利博科文基
48°12′53″N 32°50′58″E / 48.21472°N 32.84944°E
韋謝利博科文基（烏克蘭語：Веселі Боковеньки），是烏克蘭中部的村莊，隸屬基洛夫格勒州的克羅皮夫尼茨基區。該村始建於1893年，面積0.25平方公里，海拔高度126米，2001年人口44，人口密度每平方公里175.3人。